# Sarcophaga ugamskii
Sarcophaga ugamskii är en tvåvingeart som först beskrevs av Boris Borisovitsch Rohdendorf 1937.  Sarcophaga ugamskii ingår i släktet Sarcophaga och familjen köttflugor. Inga underarter finns listade i Catalogue of Life.